# Libythea bardas
Libythea bardas är en fjärilsart som beskrevs av Hans Fruhstorfer. Libythea bardas ingår i släktet Libythea och familjen praktfjärilar. Inga underarter finns listade i Catalogue of Life.